# Elduvík
Elduvík – wieś leżąca na Wyspach Owczych, na północno-wschodnim wybrzeżu wyspy Eysturoy.

## Krótki opis
Miejscowość liczy obecnie (I 2015 r.) 17 mieszkańców, jest przedzielona małym strumykiem. W wiosce mieści się mały drewniany kościół datowany na 1952 rok. Kod pocztowy to FO-478. Nazwa oznacza po przetłumaczeniu na język polski Zatoka Ognia.

## Demografia
Według danych Urzędu Statystycznego (I 2015 r.) jest 96. co do wielkości miejscowością Wysp Owczych.